# Lauria
För andra betydelser, se Lauria (olika betydelser).
Lauria är en ort och kommun i provinsen Potenza i regionen Basilicata i Italien. Kommunen hade 12 694 invånare (2017).